# إعادة سك العملة العظيمة عام 1816

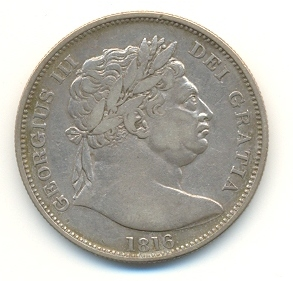
تمثال نصفي من تمثال جورج برأس الثور يعود تاريخه إلى عام 1816

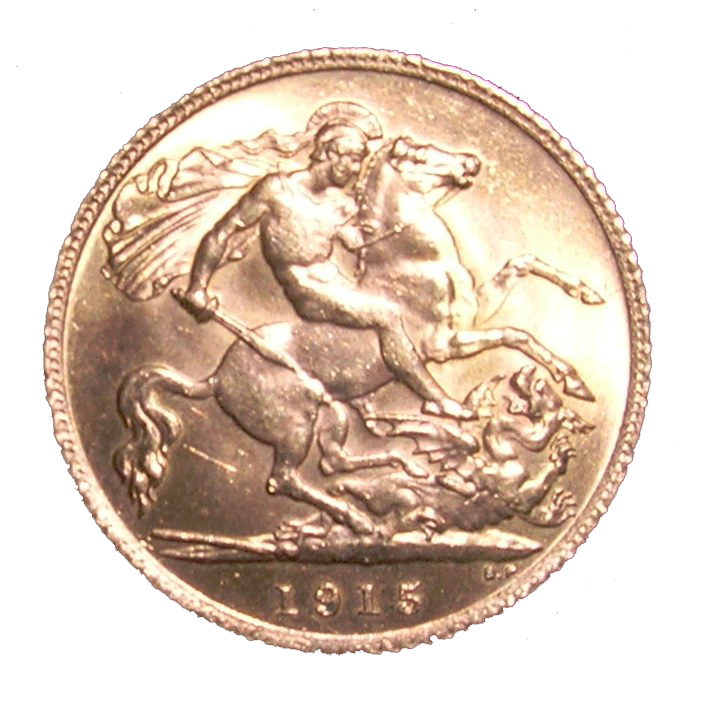
تصميم بينيديتو بيستروتشي لسانت جورج

عملية إعادة سك العملة الكبرى عام 1816 هي محاولة من جانب حكومة المملكة المتحدة لبريطانيا العظمى وأيرلندا لإعادة استقرار عملتها، الجنيه الإسترليني، بعد الصعوبات الاقتصادية الناجمة عن الحروب الثورية الفرنسية والحروب النابليونية.

## خلفية
أدت الحروب الثورية الفرنسية (1792-1802) والحروب النابليونية (1803-1815) إلى عدم الاستقرار المالي في بريطانيا. وكان ذلك بسبب تكلفة الحرب العسكرية والاقتصادية المباشرة ضد فرنسا، فضلاً عن تمويل بريطانيا لسلسلة من التحالفات المعارضة للأنظمة الثورية الفرنسية والنابليونية. وفي مقابل الإعانات النقدية الضخمة من بريطانيا، خاضت دول مثل النمسا وبروسيا وروسيا، التي كانت جيوشها أكبر من الجيوش البريطانية، معارك ضد فرنسا. وقد أدت الصراعات الاقتصادية في تلك الفترة، مثل النظام القاري الذي أسسه نابليون والإجراءات الانتقامية التي اتخذتها بريطانيا ضده، إلى تعطيل التجارة وتوافر الأسواق في أوروبا لمنتجات الإمبراطوريات التجارية والاستعمارية البريطانية المتنامية. وأخيرًا، أدى نقص الإمدادات من الفضة والنحاس إلى نقص في العملات المعدنية.
البنوك المملوكة للقطاع الخاص في بريطانيا العظمى وأيرلندا حرة منذ فترة طويلة في إصدار أوراقها النقدية الخاصة، ولكن مع تأثير نقص الذهب على المعروض من النقود، قُيدت سلطات البنوك في إصدار الأوراق النقدية تدريجيًا من خلال قوانين مختلفة صادرة عن البرلمان، حتى قانون ميثاق البنك لعام 1844 الذي حد من إصدار البنوك الإنجليزية والويلزية لأوراق بنك إنجلترا غير المدعومة بالذهب بما يصل إلى 14 مليون جنيه إسترليني. اختفت الأوراق النقدية الإنجليزية الخاصة في النهاية، تاركة بنك إنجلترا يحتكر إصدار الأوراق النقدية في إنجلترا وويلز.
أُنتجت الرموز المحلية من قبل الشركات والبنوك في جميع أنحاء البلاد. وعلى الرغم من زيادة التجارة، فقد ارتفع الدين الوطني بنسبة 100% بحلول بداية القرن التاسع عشر. وقد أدت سلسلة من مواسم الحصاد السيئة إلى ارتفاع أسعار المواد الغذائية، مما أدى إلى اندلاع أعمال شغب في عامي 1801  و 1802.
انخفضت أسعار الذرة إلى النصف في نهاية الحروب، عندما استؤنفت التجارة مع أوروبا. كانت قوانين الذرة لعام 1815 تهدف إلى حماية أسعار الحبوب المحلية، لكن هذا أدى إلى إبقاء أسعار الحبوب مرتفعة وخفض السوق المحلية للسلع المصنعة، لأن الناس اضطروا إلى استخدام الكثير من أموالهم لشراء الطعام. وعلى نحو مماثل، لم تعد الدول الأوروبية التي اعتمدت على تصدير الذرة إلى بريطانيا لشراء السلع المصنعة البريطانية قادرة على القيام بذلك.
الحكومة بحاجة إلى إيجاد طريقة لتحقيق استقرار العملة، وكانت عملية إعادة العملة الكبرى هي الخطوة الأولى في هذه العملية. كانت الأهداف الرئيسية هي إعادة إدخال العملة الفضية وتغيير العملة الذهبية من الجنيه بقيمة 21 شلنًا إلى الجنيه الأخف قليلاً بقيمة 20 شلنًا. ظلت قيمة الشلن دون تغيير عند اثني عشر بنسًا.
أدى هذا البرنامج الضخم لإعادة سك العملة الذي قامت به دار سك العملة الملكية إلى إنشاء عملات ذهبية قياسية وتيجان متداولة ونصف تيجان تحتوي على الصورة الشهيرة الآن للقديس جورج والتنين التي رسمها النقاش الإيطالي بينيديتو بيستروتشي، وفي النهاية عملات نحاسية في عام 1821. أصبحت الصورة الأولية التي رسمها بيستروتشي لجورج الثالث معروفة لدى هواة الجمع باسم "جورج برأس الثور".

## تحديد
حُسبت وزن العملات الذهبية الجديدة على أساس أن قيمة رطل تروي واحد من الذهب القياسي (22 قيراطًا) كانت 46 جنيهًا إسترلينيًا و 14 شلنًا و 6 بنسات. وبالتالي فإن وزن السيادات كان 123.2745 grain (7.98805 غرام). ويظل هذا المعيار قائما إلى يومنا هذا، بعد أكثر من قرنين من الزمان. من أجل تطبيق معيار الذهب وتجنب مخاطر نظام المعدنين، أُعلنت العملات الفضية كعملة قانونية فقط لمبالغ تصل إلى 40 شلنًا.
إعادة سك الفضة في بريطانيا العظمى بعد فترة طويلة من الانقطاع أدت إلى تدفق كبير للعملات المعدنية. حيث ضربت دار السك ما يقرب من 40 مليون شلن بين عامي 1816 و1820، 17 مليون ونصف كرونة و1.3 مليون تاج فضي.
تبلغ قيمة رطل تروي واحد (يزن 5,760 grain (373 غ) من الفضة الإسترلينية القياسية ( درجة نقاء 0.925) ثُبتت عن طريق سكها إلى 66 شلنًا (أو ما يعادلها في فئات أخرى). وقد أدى هذا إلى تحديد وزن جميع العملات الفضية (وخلفائها من النحاس والنيكل )، واستبدالها بالبنسات العشرية الجديدة، من عام 1816 حتى تسعينيات القرن العشرين، عندما قُدمت عملات معدنية جديدة أصغر حجمًا.
العملات الفضية المنتجة في البداية عبارة عن شلنات تزن 87.2727 grain (5.65518 غ) نصف التيجان 218.1818 gr (14.13794 غ) وتيجان 436.3636 gr (28.27589 غ). على مدار العديد من العهود حتى النظام العشري، جاءت وذهبت فئات أخرى، مثل الثلاثة بنسات، والستة بنسات، والفلورين، والفلورين المزدوج، والتي كانت تزن دائمًا جنيهًا ترويًا واحدًا مقابل 66 شلنًا (بغض النظر عن الدقة، والتي خُفضت إلى 50٪ في عام 1920، وإلى 0٪ في عام 1947). وهذا يساوي 5 شلنات فضية إسترلينية (أي 1 تاج)، أي ما يعادل وزن .9091 أوقية ترويسية (28.28 غ) من الفضة الاسترلينية.